# Mont-Saint-Jean (Sarthe)
Mont-Saint-Jean település Franciaországban, Sarthe megyében. Lakosainak száma 633 fő (2022. január 1.). Mont-Saint-Jean Saint-Georges-le-Gaultier, Saint-Rémy-de-Sillé, Sillé-le-Guillaume, Saint-Germain-de-Coulamer, Crissé, Douillet, Montreuil-le-Chétif, Pezé-le-Robert és Vimartin-sur-Orthe községekkel határos.

## Népesség
A település népességének változása:
| Lakosok száma | 696  | 661  | 659  | 640  | 637  | 638  | 636  | 635  | 633  |
|               | 2013 | 2015 | 2016 | 2017 | 2018 | 2019 | 2020 | 2021 | 2022 |